# Петров, Николай Иннокентьевич
Никола́й Инноке́нтьевич Петро́в (1884, город Кузнецк Томской губернии — 4 марта 1921, Харбин) — экономист. Министр земледелия Российского государства.

## Образование
Окончил Барнаульское реальное училище (1903), экономическое отделение Санкт-Петербургского политехнического института (1908).

## Экономист
Был сибирским областником. Служил в Томском районном переселенческом управлении. С 1909 — преподаватель политэкономии, экономической географии и статистики в коммерческих училищах Харбина, с 1915 — в Омском сельскохозяйственном училище. С февраля 1916 — заведующий статистическим отделением Акмолинского переселенческого района. В 1917 был избран доцентом по кафедре экономической географии и статистики Омского политехнического института, специалист по экономической географии Сибири.

## Деятельность в Российском государстве
После свержения власти большевиков в Сибири возглавлял сельскохозяйственные ведомства при всех антисоветских режимах. С 14 июня 1918 — заведующий отделом земледелия и колонизации Западно-Сибирского комиссариата, с 1 июля 1918 — управляющий министерством земледелия Временного Сибирского, с 4 ноября — Временного Всероссийского правительства, с 18 ноября 1918 — министр земледелия Российского государства, также член Российского правительства, действовавшего при Верховном правителе А. В. Колчаке. С февраля 1919 одновременно возглавлял комитет экономической политики Совета министров Российского государства, который был создан по его инициативе для выработки чётких правительственных решений в экономической сфере. По словам управляющего министерством иностранных дел колчаковского правительства И. И. Сукина, Петров был хороший экономист, со здравым смыслом, сильной логикой и весьма активными дарованиями.
Называл себя «ярым ненавистником демагогии», неоднократно критиковал слабость колчаковской власти, неспособность проводить целенаправленную политику, «качание» то влево, то вправо. Делал ставку на создание класса крестьян-собственников. Стремился сохранить образцовые высококультурные хозяйства, переход которых к крестьянам мог уменьшить их эффективность. Осторожно относился к разрешению купли-продажи земли, стремясь закрепить за крестьянами участки земель в собственность, но при этом не допуская создания крупных имений. Организовал снабжение населения Сибири американскими земледельческими машинами.
Деятельность Петрова вызывала резкую критику как Союза землевладельцев, считавших, что он отдаёт приоритет нуждам крестьян, так и сторонников быстрых и радикальных аграрных преобразований, полагавших, что он хочет сохранить некоторые основы столыпинской аграрной реформы. Кроме того, критике подвергалось откладывание принципиального решения земельного вопроса до созыва Учредительного собрания, что способствовало разочарованию крестьянства в белом движении.
Осенью 1919 вместе с правительством выехал из Омска в Иркутск. 24 декабря 1919 был арестован в Иркутске восставшими эсерами, но освобождён правительственными войсками.

## Эмигрант
В январе 1920 при содействии американцев эмигрировал в Китай. Читал лекции в Харбинском университете, сотрудничал в журнале «Русское обозрение». Скончался от чахотки.